# Hôtel Aulanko
L'hôtel Aulanko (finnois : Hotelli Aulanko) ou hôtel balnéaire Scandic d'Aulanko (finnois : Kylpylähotelli Scandic Aulanko) est un hôtel situé dans le  quartier d'Aulanko à Hämeenlinna en Finlande,.

## Présentation
L'hôtel est situé au bord du lac Vanajavesi. 
La première partie de l'hôtel balnéaire, qui a été agrandi à plusieurs reprises, est achevée en 1938. 
Le bâtiment d'origine de l'hôtel est l'un des bâtiments fonctionnalistes les plus importants de son époque en Finlande. 
À l'origine, la zone où est bâti l'hôtel Aulanko abritait le manoir de Karlberg , dont le bâtiment principal a brûlé en janvier 1928. 
En 1928, la ville d'Hämeenlinna achète les terrains du manoir de Karlberg au colonel Hugo Standertskjöld et commencé à la développer en centre touristique. 
Le bâtiment principal du manoir est incendié en janvier 1928
À la place du manoir incendié, la ville construit un nouvel hôtel-restaurant en bois avec 12 chambres. 
Cependant, le bâtiment conçu par Martti Välikangas laissera la place à un nouvel hôtel construit en 1937. 
Parmi les bâtiments d'avant l'incendie, il reste encore une maison d'hôtes appelée "Cavalier" conçue par l' architecte Waldemar Aspelin au tournant du 20e siècle.  
La construction du nouvel hôtel commence en 1936, lorsque l'Association finlandaise du tourisme achète environ 60 hectares de terrain à la ville d'Hämeenlinna et, avec Oy Alkoholiliike Ab et Suomen Höyrylaiva Oy, fonde Aulanko Oy. 
Märta Blomstedt et Matti Lampén, choisis comme architectes, ont conçu, avec Pauli Blomstedt, l'hôtel Pohjanhovi à Rovaniemi, achevé la même année. 
L'hôtel Aulanko, achevé en 1938, est considéré comme une sensation architecturale et reçoit des éloges internationaux. 
L'hôtel Aulanko compte au total 250 lits et sa grande salle de restaurant peut accueillir 760 personnes. 
Le restaurant a aussi une grande terrasse extérieure. 
L'inauguration de l'hôtel est un événement social majeur, auquel a participé, entre autres, Carl Gustaf Emil Mannerheim. 
La restauration d'Aulanko est presque autosuffisante au début, l'hôtel a son propre bétail et une boulangerie, une salle de transformation de la viande et le poisson servi dans le restaurant est élevé dans des bassins. 
Pendant la guerre d'hiver, l'hôtel est un hôpital militaire, tandis que pendant la guerre de continuation, il sert de destination de vacances aux officiers allemands stationnés en Laponie. 
Dans le cadre des Jeux Olympiques d'Helsinki de 1952, l'hôtel abrite des athlètes participant aux Jeux.

## Classement
L'hôtel est inscrit dans la liste des œuvres phares du modernisme finlandais compilée par Docomomo.
La Direction des musées de Finlande a classé l'hôtel d'Aulanko et le parc d'Aulanko environnant parmi les Sites culturels construits d'intérêt national en Finlande.

## Galerie

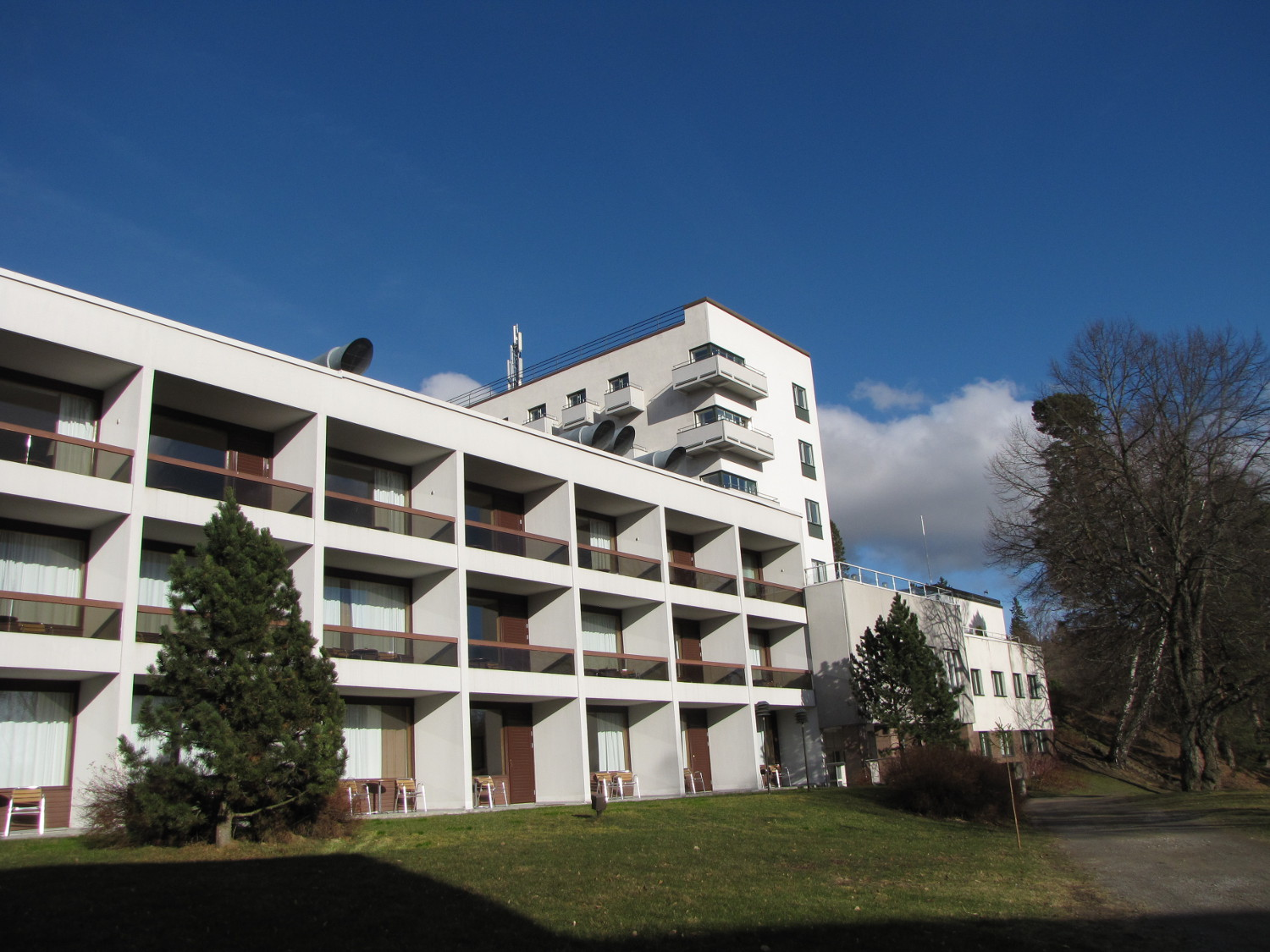
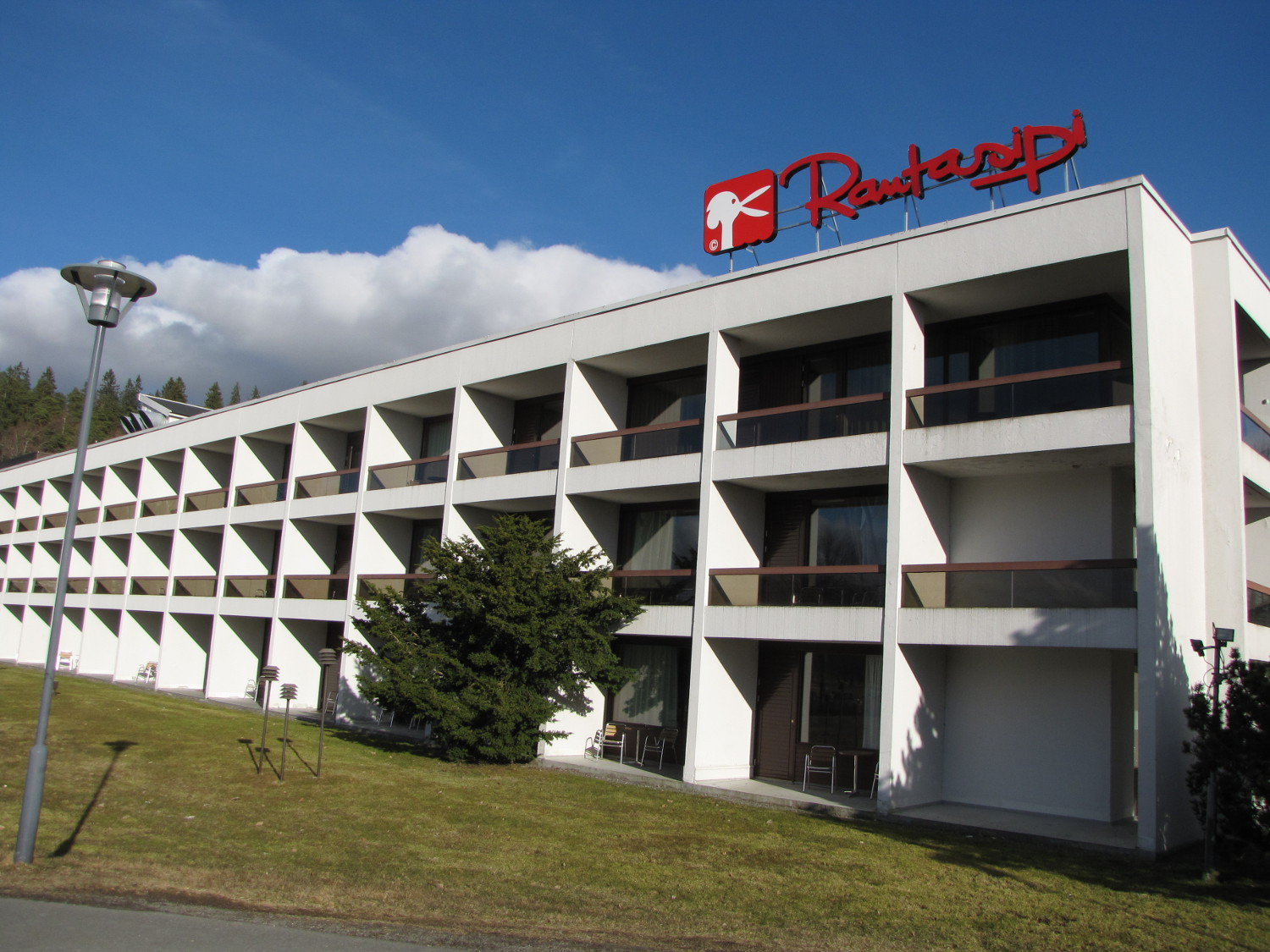